# SAGEM my400X
Sagem my400X – telefon komórkowy z wbudowanym aparatem i kamerą. Telefon posiada między innymi IrDA, Wap, Java. Ma kolorowy wyświetlacz o wymiarach 128x160.

## Dane techniczne

### Bateria
- Typ baterii: litowo-jonowa
- Czas rozmów: 240 min.
- Maksymalny czas czuwania: 350 godz.

### Dane ogólne telefonu
- Masa: 85 g
- Wymiary(mm): 105x46x14
- Antena: wewnętrzna
- Dostępna pamięć: 3,2 MB

### Transmisja danych
- Transmisja danych i faksów
- Wbudowany modem
- GPRS (Class 10)
- Sposób połączenia z urządzeniami zewnętrznymi: USB, IrDA

### Wyświetlacz
- Kolorowy wyświetlacz
- Rodzaj wyświetlacza: CSTN
- Rozdzielczość wyświetlacza: 128x160
- liczba kolorów: 65 tys.
- liczba linii tekstu na wyświetlaczu: maksymalnie

### Spis telefonów
- liczba wpisów do książki telefonicznej: 500
- Rozbudowana książka adresowa
- Kopiowanie numerów telefon-Karta SIM

### Multimedia
- Aparat fotograficzny
- Rozdzielczość zdjęć: 640x480 (VGA)
- Możliwość nagrywania filmów
- Obsługiwane formaty grafiki: JPEG, GIF, BMP, PNG, 3GP
- Obsługiwane formaty dźwięku: AMR, WAV, MIDI, iMelody
- JAVA: tak